# ويتمارسوم
ويتمارسوم (بالبرتغالية: Witmarsum‏)؛ بلدية في ولاية سانتا كاتارينا في المنطقة الجنوبية من البرازيل.